# 小泉泰重
小泉 泰重（こいずみ やすしげ、1955年4月6日 - ）は、東京都出身の元プロ野球選手（外野手）。左投左打。

## 来歴・人物
城西高では高橋慶彦の1年先輩、卒業後に読売ジャイアンツの入団テストを受験。3打席連続ホームランを打ち、1975年オフにドラフト外で入団。
一軍公式戦に出場することなく、1978年に現役を引退。

## 詳細情報

### 年度別投手成績
- 一軍公式戦出場なし

### 背番号
- 64 （1976年 - 1978年）